# Phacellus plurimaculatus
Phacellus plurimaculatus är en skalbaggsart som beskrevs av Maria Helena M. Galileo och Martins 2001. Phacellus plurimaculatus ingår i släktet Phacellus och familjen långhorningar. Inga underarter finns listade i Catalogue of Life.